# Nuncjatura Apostolska w Szwecji
Nuncjatura Apostolska w Szwecji – misja dyplomatyczna Stolicy Apostolskiej w Królestwie Szwecji. Siedziba nuncjusza apostolskiego mieści się w podsztokholmskim Djursholmie.
Nuncjusze apostolscy w Szwecji akredytowani są również w Republice Finlandii (od 1966), Republice Islandii (od 1976), Królestwie Danii (od 1982) oraz w Królestwie Norwegii (od 1982).

## Historia
W 1960 papież św. Jan XXIII utworzył Delegaturę Apostolską w Skandynawii. 2 października 1982 św. Jan Paweł II podniósł ją do rangi nuncjatury apostolskiej i zmienił nazwę na obecną

## Szefowie misji

### Delegaci apostolscy w Skandynawii
- 1960–1961 – abp Martin Lucas SVD (Holender)
- 1961–1969 – abp Bruno Bernard Heim (Szwajcar)
- 1969–1981 – abp Jožef Žabkar (Słoweniec)
- 1981–1982 – abp Luigi Bellotti (Włoch)

### Nuncjusze apostolscy w Szwecji
- 1982–1985 – abp Luigi Bellotti (Włoch)
- 1985–1992 – abp Henri Lemaître (Belg)
- 1992–1999 – abp Giovanni Ceirano (Włoch)
- 1999–2004 – abp Piero Biggio (Włoch)
- 2004–2007 – abp Giovanni Tonucci (Włoch)
- 2008–2012 – abp Emil Paul Tscherrig (Szwajcar)
- 2012–2017 – abp Henryk Józef Nowacki (Polak)
- 2017–2022 – abp James Green (Amerykanin)
- od 2022 – abp Julio Murat (Turek)